# Witchboard
Witchboard är en amerikansk skräckfilm från 1986 i regi av Kevin Tenney. I huvudrollerna ses Tawny Kitaen och Stephen Nichols. Även om filmen fått ett blandat mottagande har den uppnått kultstatus och fått två fria uppföljare, Witchboard 2: The Devil's Doorway (1993) och  Witchboard III: The Possession (1995).

## Handling
Filmen handlar om studenten Linda som försöker kommunicera med en ande genom en Ouija-bräda, men som istället hemsöks och blir besatt av en ond ande.

## Rollista i urval
- Todd Allen - James "Jim" Morar
- Tawny Kitaen - Linda Brewster
- Stephen Nichols - Brandon Sinclair
- Kathleen Wilhoite - Sarah "Zarabeth" Crawford
- Burke Byrnes - Lt. Dewhurst
- James W. Quinn - Lloyd
- Rose Marie - Mrs. Moses
- Judy Tatum - Dr. Gelineau
- Gloria Hayes - Wanda
- J.P. Luebsen - Carlos Malfeitor
- Susan Nickerson - Chris
- Ryan Carroll - Roger
- Kenny Rhodes - Mike
- Clare Bristol - nyhetsankare